# Robotnik (jornal)

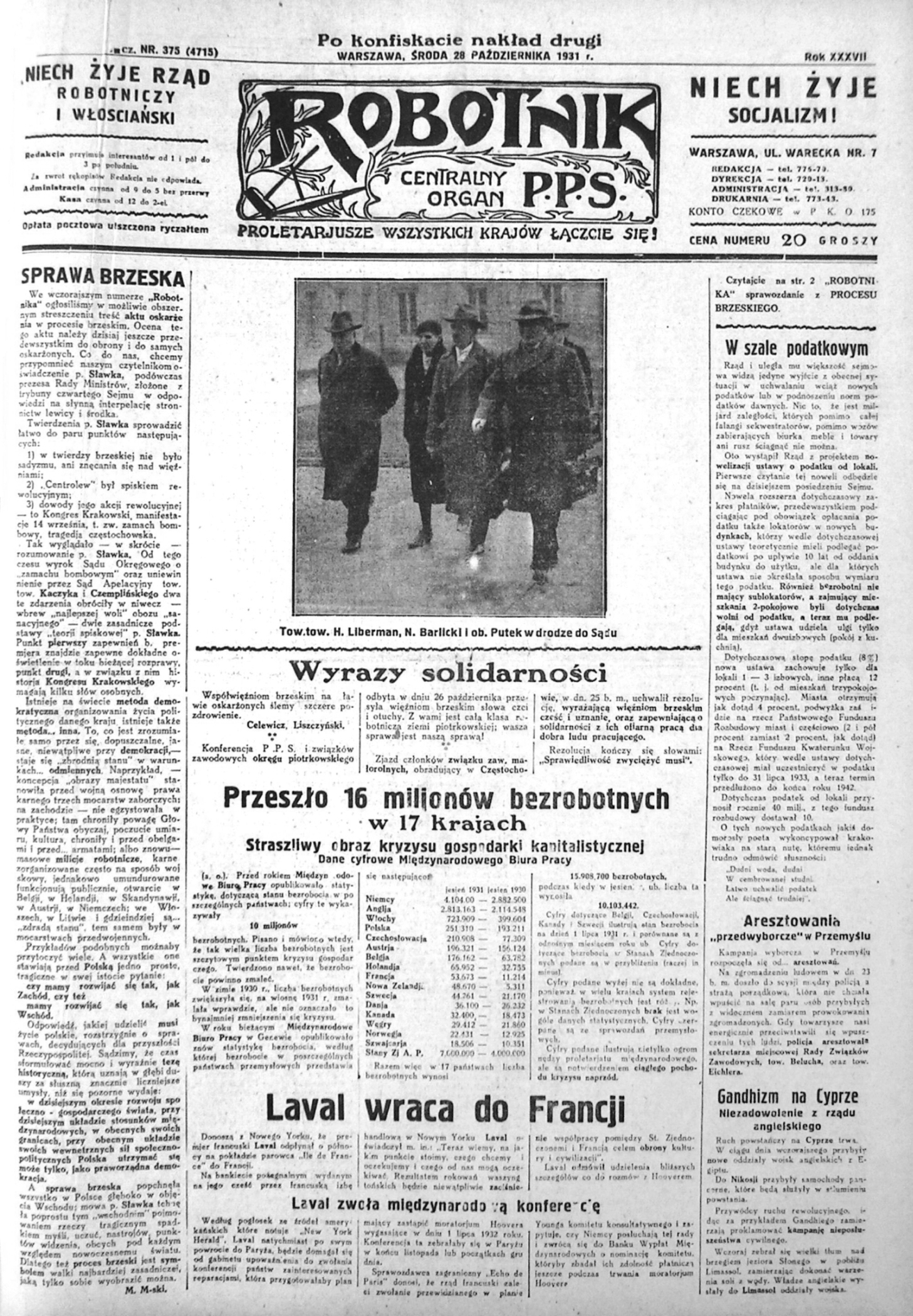
Primeira página da edição de 28 de outubro de 1931.

Robotnik (em polonês, O Trabalhador) foi o jornal underground publicado pelo Partido Socialista Polonês (PPS), e distribuído na maioria das grandes cidades da Polônia sob partilha.
Robotnik foi publicado pela primeira vez em 12 de julho de 1894, em Lipniszki, perto de Wilno, na quantia de 1.200 exemplares, pelo ramo local do então ilegal PPS, liderado pelo futuro Chefe de Estado da Segunda República Polonesa, Józef Piłsudski.
Em 1900, a polícia conseguiu localizar a prensa, levando à detenção, condenação, e encarceramento de Józef Piłsudski e vários outros membros do PPS (incluindo sua esposa, Maria Piłsudska), apesar de que Piłsudski em breve escapou por fingir doença mental.
De 1919 a 1939, Robotnik tornou-se um jornal legal sob a Segunda República Polonesa, até que, na quarta semana da Campanha Polonesa de Setembro, a produção encerrou-se definitivamente, mais precisamente em 23 de setembro de 1939.